# 董相
董相（1486年—1558年），字應期，號嵩伊，河南河南府嵩縣人，民籍，明朝政治人物。

## 生平
正德五年（1510年）庚午科河南鄉試第七十三名舉人。正德六年（1511年）中式辛未科會試第二百五十九名，登第三甲第一百一十一名進士。七年授金坛县知县，擢升监察御史，巡视居庸關等地。江彬派遣小校米英在平谷逮人，其恃勢非常骄横。董相纷纷逮捕击杖。江彬在武宗面前诬陷，致使董相被逮捕入诏狱，后贬为徐州通判。十六年（1521年）八月起升江西按察司佥事，嘉靖二年（1523年）二月官至山东副使。著有《怡山堂文集》行世。

## 家族
曾祖董環；祖父董□；父董，母蔣氏。子董遂、董選，俱進士。